# Canottaggio ai Giochi della XXVIII Olimpiade - Otto maschile
La gara di otto maschile dei Giochi della XXVIII Olimpiade si è svolta tra il 15 e il 22 agosto 2004.

## Batterie
Hanno partecipato alle batterie di qualificazione 9 equipaggi, suddivisi in 2 batterie: i primi di ogni batteria sono passati direttamente alla finale A, mentre gli altri hanno effettuato i ripescaggi.
15 agosto 2004
| Posizione | Paese       | Atleta | Tempo      |
| --------- | ----------- | --- | ---------- |
| 1         | Australia   | Stefan Szczurowski, Stuart Reside, Stuart Welch, James Stewart, Geoff Stewart, Boden Hanson, Mike McKay, Steve Stewart e Michael Toon                                     | 5'23"23 FA |
| 2         | Paesi Bassi | Matthijs Vellenga, Gijs Vermeulen, Jan-Willem Gabriels, Daniël Mensch, Geert-Jan Derksen, Gerritjan Eggenkamp, Diederik Simon, Michiel Bartman e Chun Wei Cheung          | 5'25"26 R  |
| 3         | Germania    | Sebastian Schulte, Stephan Koltzk, Jörg Dießner, Thorsten Engelmann, Jan-Martin Bröer, Enrico Schnabel, Ulf Siemes, Michael Ruhe e Peter Thiede                           | 5'27"72 R  |
| 4         | Francia     | Bastien Ripoll, Bastien Gallet, Jean-Baptiste Macquet, Julien Peudecoeur, Donatien Mortelette, Anthony Perrot, Jean-David Bernard, Laurent Cadot e Christophe Lattaignant | 5'29"55 R  |
| 5         | Polonia     | Bogdan Zalewski, Piotr Buchalski, Rafał Hejmej, Dariusz Nowak, Mikolaj Burda, Wojciech Gutorski, Sebastian Kosiorek, Michał Stawowski e Daniel Trojanowski                | 5'30"08 R  |

| Posizione | Paese         | Atleta | Tempo         |
| --------- | ------------- | --- | ------------- |
| 1         | Stati Uniti   | Jason Read, Wyatt Allen, Chris Ahrens, Joseph Hansen, Matt Deakin, Dan Beery, Beau Hoopman, Bryan Volpenhein e Peter Cipollone                    | 5'19"85 FA RM |
| 2         | Canada        | Scott Frandsen, Kevin Light, Ben Rutledge, Kyle Hamilton, Adam Kreek, Andrew Hoskins, Joe Stankevicius, Jeff Powell e Brian Price                 | 5'20"46 R     |
| 3         | Italia        | Sergio Canciani, Aldo Tramontano, Marco Penna, Pierpaolo Frattini, Valerio Pinton, Niccolo Mornati, Carlo Mornati, Luca Ghezzi e Gaetano Iannuzzi | 5'30"16 R     |
| 4         | Gran Bretagna | Jonno Devlin, Kieran West, Josh West, Andrew Triggs Hodge, Tom Stallard, Phil Simmons, Robin Bourne-Taylor, Dan Ouseley e Christian Cormack       | 5'32"26 R     |

## Ripescaggi
I primi 2 equipaggi di ogni ripescaggio si sono qualificati per la finale A.
18 agosto
| Posizione | Paese       | Atleta | Tempo      |
| --------- | ----------- | --- | ---------- |
| 1         | Paesi Bassi | Matthijs Vellenga, Gijs Vermeulen, Jan-Willem Gabriels, Daniël Mensch, Geert-Jan Derksen, Gerritjan Eggenkamp, Diederik Simon, Michiel Bartman e Chun Wei Cheung          | 5'31"92 FA |
| 2         | Francia     | Bastien Ripoll, Bastien Gallet, Jean-Baptiste Macquet, Julien Peudecoeur, Donatien Mortelette, Anthony Perrot, Jean-David Bernard, Laurent Cadot e Christophe Lattaignant | 5'34"20 FA |
| 3         | Italia      | Sergio Canciani, Aldo Tramontano, Marco Penna, Pierpaolo Frattini, Valerio Pinton, Niccolo Mornati, Carlo Mornati, Luca Ghezzi e Gaetano Iannuzzi                         | 5'34"56 FB |

| Posizione | Paese         | Atleta | Tempo      |
| --------- | ------------- | --- | ---------- |
| 1         | Canada        | Scott Frandsen, Kevin Light, Ben Rutledge, Kyle Hamilton, Adam Kreek, Andrew Hoskins, Joe Stankevicius, Jeff Powell e Brian Price                          | 5'32"51 FA |
| 2         | Germania      | Sebastian Schulte, Stephan Koltzk, Jörg Dießner, Thorsten Engelmann, Jan-Martin Bröer, Enrico Schnabel, Ulf Siemes, Michael Ruhe e Peter Thiede            | 5'33"07 FA |
| 3         | Gran Bretagna | Jonno Devlin, Kieran West, Josh West, Andrew Triggs Hodge, Tom Stallard, Phil Simmons, Robin Bourne-Taylor, Dan Ouseley e Christian Cormack                | 5'34"37 FB |
| 4         | Polonia       | Bogdan Zalewski, Piotr Buchalski, Rafał Hejmej, Dariusz Nowak, Mikolaj Burda, Wojciech Gutorski, Sebastian Kosiorek, Michał Stawowski e Daniel Trojanowski | 5'36"75 FB |

## Finali
22 agosto 2004
| Posizione | Paese       | Atleta | Tempo   |
| --------- | ----------- | --- | ------- |
|           | Stati Uniti | Jason Read, Wyatt Allen, Chris Ahrens, Joseph Hansen, Matt Deakin, Dan Beery, Beau Hoopman, Bryan Volpenhein e Peter Cipollone                                            | 5'42"48 |
|           | Paesi Bassi | Matthijs Vellenga, Gijs Vermeulen, Jan-Willem Gabriels, Daniël Mensch, Geert-Jan Derksen, Gerritjan Eggenkamp, Diederik Simon, Michiel Bartman e Chun Wei Cheung          | 5'43"75 |
|           | Australia   | Stefan Szczurowski, Stuart Reside, Stuart Welch, James Stewart, Geoff Stewart, Boden Hanson, Mike McKay, Steve Stewart e Michael Toon                                     | 5'45"38 |
| 4         | Germania    | Sebastian Schulte, Stephan Koltzk, Jörg Dießner, Thorsten Engelmann, Jan-Martin Bröer, Enrico Schnabel, Ulf Siemes, Michael Ruhe e Peter Thiede                           | 5'49"43 |
| 5         | Canada      | Scott Frandsen, Kevin Light, Ben Rutledge, Kyle Hamilton, Adam Kreek, Andrew Hoskins, Joe Stankevicius, Jeff Powell e Stuart Price                                        | 5'51"66 |
| 6         | Francia     | Bastien Ripoll, Bastien Gallet, Jean-Baptiste Macquet, Julien Peudecoeur, Donatien Mortelette, Anthony Perrot, Jean-David Bernard, Laurent Cadot e Christophe Lattaignant | 5'53"31 |

21 agosto 2004
| Posizione | Paese         | Atleta | Tempo   |
| --------- | ------------- | --- | ------- |
| 1         | Italia        | Sergio Canciani, Aldo Tramontano, Marco Penna, Pierpaolo Frattini, Valerio Pinton, Niccolo Mornati, Carlo Mornati, Luca Ghezzi e Gaetano Iannuzzi          | 5'46"36 |
| 2         | Polonia       | Bogdan Zalewski, Piotr Buchalski, Rafał Hejmej, Dariusz Nowak, Mikolaj Burda, Wojciech Gutorski, Sebastian Kosiorek, Michał Stawowski e Daniel Trojanowski | 5'50"68 |
| 3         | Gran Bretagna | Jonno Devlin, Kieran West, Josh West, Andrew Triggs Hodge, Tom Stallard, Phil Simmons, Robin Bourne-Taylor, Dan Ouseley e Christian Cormack                | 5'55"77 |